# Klein Warfen
Die Ortschaft Klein Warfen liegt im Stadtteil Eggelingen der Stadt Wittmund im gleichnamigen Landkreis in Niedersachsen. Der Name bezieht sich auf Warft, eine künstlich mit Erde aufgeschüttete erhöhte Wohnstätte. Wahrscheinlich wurde Klein Warfen erstmals 1684 als „Overwarven“ erwähnt. Seinen heutigen Siedlungsnamen erhielt es 1804. Die Gemeinde Eggelingen wurde am 1. Juli 1972 nach Wittmund eingemeindet.
Die Ortschaft liegt an der Kreisgrenze zwischen den Landkreisen Wittmund und Friesland, direkt an der Kreisstraße 21. Nächster Ort in Richtung Wittmund ist Eggelingen, in Richtung Jever Wegshörne. Der Ort besteht aus drei Bauernhöfen sowie einem Landarbeiterhaus. Nördlich von Klein Warfen liegt die Ortschaft Groß Warfen, die drei Bauernhöfe und drei Einzelhäuser umfasst.
Von der Landschaftsform her ist Klein Warfen von der alten Marsch geprägt. Die Flächen rund um Klein Warfen werden ausschließlich landwirtschaftlich genutzt, überwiegend für Milchviehhaltung.